# Europapokal der Landesmeister (Handball) der Frauen 1962/63
Der Europapokal der Landesmeister für Frauen 1962/63 war die 3. Auflage des Wettbewerbes. Sieger des Endspieles in Prag wurde der sowjetische Vertreter Trud Moskau.
| Mannschaft 1                                                 | Mannschaft 2               | Spiel 1 | Spiel 2 |
| ------------------------------------------------------------ | -------------------------- | ------- | ------- |
| 1/8 Finale                                                   |                            |         |         |
| Ruch Chorzow                                                 | SK TRUD Moskau             | 11:11   | 7:15    |
| BSG Fortschritt Weißenfels                                   | IK YMER Boras              | 14:3    | 8:6     |
| ChKD Prag                                                    | SC Danubia Wien            | 9:3     | 2:2     |
| Spartacus Budapest                                           | Rapid Bukarest             | 2:4     | 6:16    |
| AMC NILOC Amsterdam                                          | US d´Ivry Paris            | 8:6     | 6:7     |
| Fredriksberg IF Kopenhagen                                   | SSC Südwest Berlin         | 9:4     | 8:6     |
| Spartak Sokolovo Prag und Lokomotiva Zagreb waren spielfrei. |                            |         |         |
| Viertelfinale                                                |                            |         |         |
| SK TRUD Moskau                                               | Spartak Sokolovo Prag      | 8:7     | 9:8     |
| ChKD Prag                                                    | BSG Fortschritt Weißenfels | 8:8     | 6:7     |
| Rapid Bukarest                                               | Lokomotiva Zagreb          | 13:8    | 6:6     |
| Fredriksberg IF Kopenhagen                                   | AMC NILOC Amsterdam        | 17:7    | 13:6    |
| Halbfinale                                                   |                            |         |         |
| BSG Fortschritt Weißenfels                                   | SK TRUD Moskau             | 10:7    | 6:12    |
| Fredriksberg IF Kopenhagen                                   | Rapid Bukarest             | 11:7    | 3:6     |
| FINALE in Prag                                               |                            |         |         |
| SK TRUD Moskau                                               | Fredriksberg IF Kopenhagen | 11:8    |         |